# Kurtatsch an der Weinstrasse
Kurtatsch an der Weinstrasse är en ort och kommun i provinsen Sydtyrolen i regionen Trentino-Sydtyrolen i Italien. Kommunen hade 2 239 invånare (2018).